# Isaac Boakye
Isaac Boakye (Kumasi, Ghana, 26 de noviembre de 1981) es un exfutbolista ghanés. Se desempeñaba como delantero.

## Clubes
| Club              | País     | Año         | Partidos | Goles |
| Asante Kotoko     | Ghana    | 2002 - 2003 | 62       | 38    |
| Arminia Bielefeld | Alemania | 2003 - 2006 | 61       | 24    |
| VfL Wolfsburg     | Alemania | 2006 - 2008 | 26       | 4     |
| 1. FSV Mainz 05   | Alemania | 2008        | 13       | 1     |
| 1. FC Nürnberg    | Alemania | 2008 - 2010 | 40       | 8     |
| Vålerenga Fotball | Noruega  | 2011        | 7        | 1     |

- Datos: Q1189509
- Multimedia: Isaac Boakye / Q1189509